# Ellen Wilson
Pour les articles homonymes, voir Ellen et Wilson.
Ellen Axson Wilson, née le 15 mai 1860 et morte le 6 août 1914, en sa qualité d'épouse du 28e président des États-Unis d'Amérique, Woodrow Wilson, fut la Première dame des États-Unis du 4 mars 1913 au 6 août 1914. Le couple a trois filles : Margaret, Jessie, and Eleanor. Après sa mort, le président se remarie avec Edith Bolling.